# Набор корпуса корабля

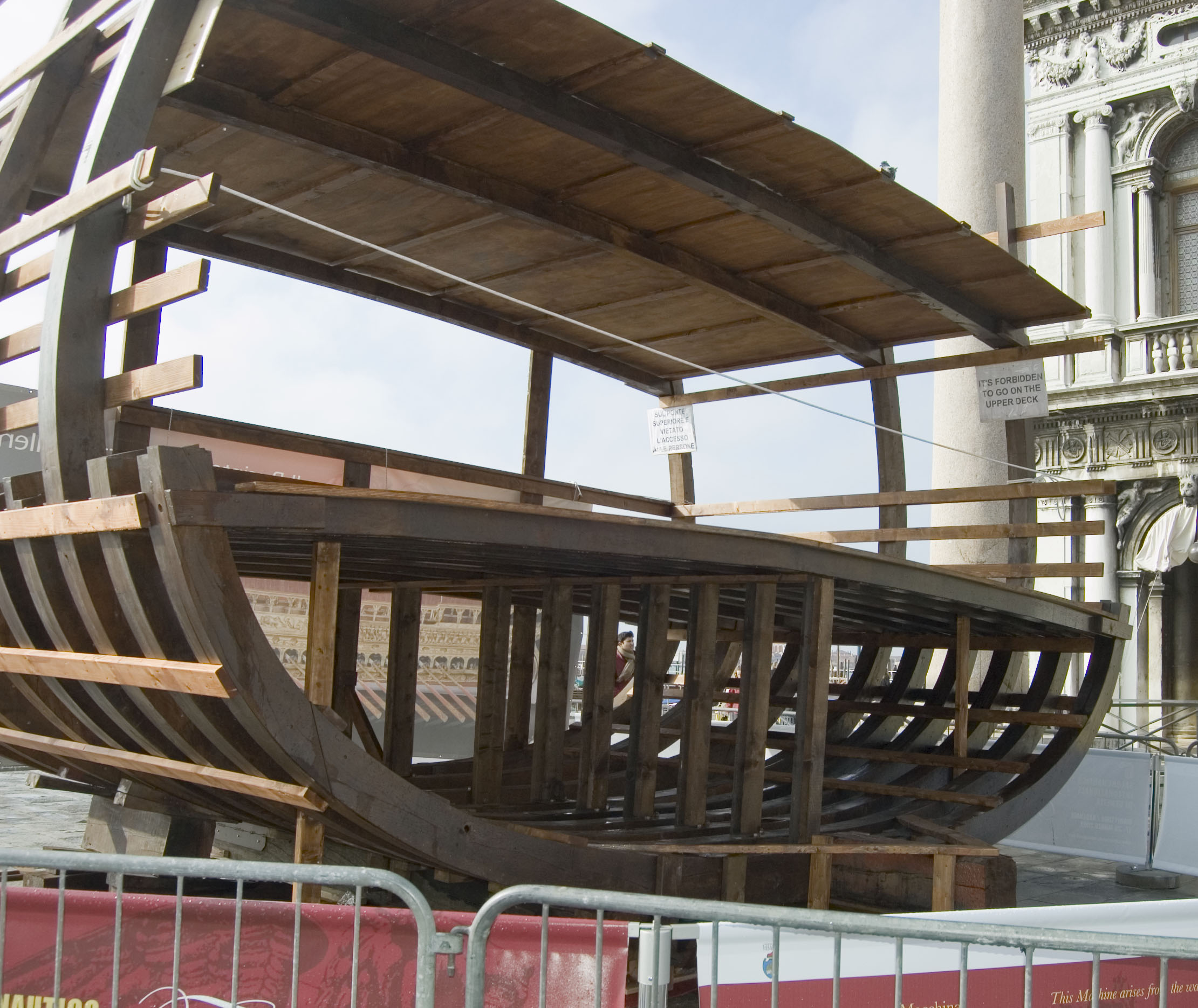
Набор корпуса галеры с килем, шпангоутами, бимсами и пиллерсами

Набор корпуса корабля - остов или скелет судна, профильные вязи его корпуса. Касательно металлических судов определение например согласно ДСТУ: набор — «каркас из металлических балок и рёбер, придающий конструкциям корпуса заданную форму и вместе с обшивкой и настилом обеспечивает необходимую жесткость и прочность корпуса».
Состоит из разных продольных и поперечных связей, придающих корпусу заданную форму, служат опорой для листов наружной обшивки и палуб и обеспечивают прочность судна. Соединение элементов осуществляется стальными (на деревянных судах деревянными) книсами (старнсонами) и стальными бракетами.

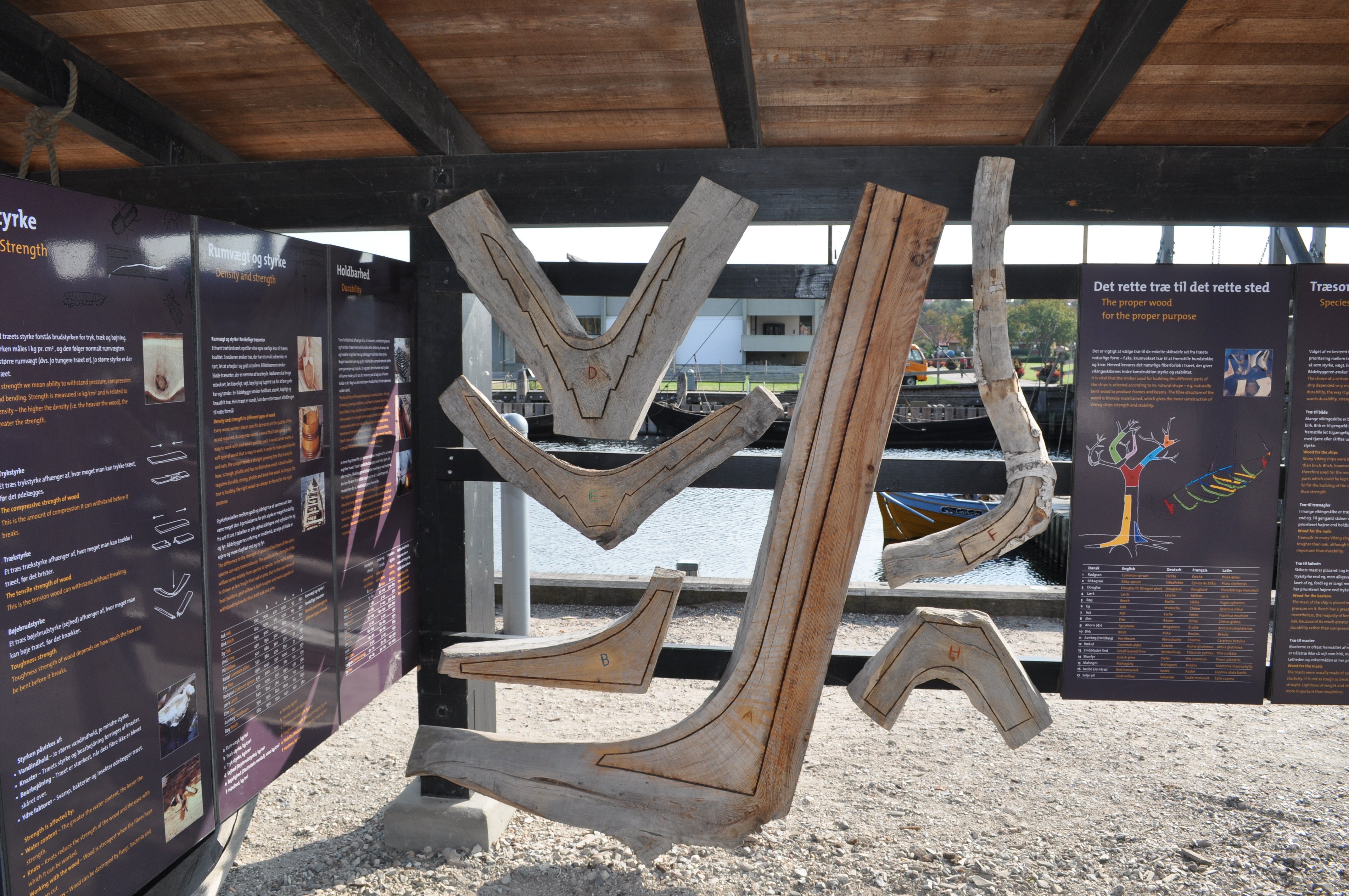
Книса- деревянная деталь для соединения элементов судового набора. музей кораблей викингов.

Элементы набора в деревянном судостроении изготовляют из деревянных брусьев, в металлическом — из угловых профилей, тавровых или полых балок. Различают продольные, поперечные и вертикальные элементы набора. Параллельные связи, число которых преобладает в перекрытии, называют связями главного направления, а перпендикулярные к ним — перекрёстными связями. Каждое перекрытие в зависимости от предпочтительных нагрузок и габаритных размеров имеет систему набора. В современном судостроении применяется, как правило, продольная система набора, то есть с преобладанием продольных вязей по всей длине корпуса.

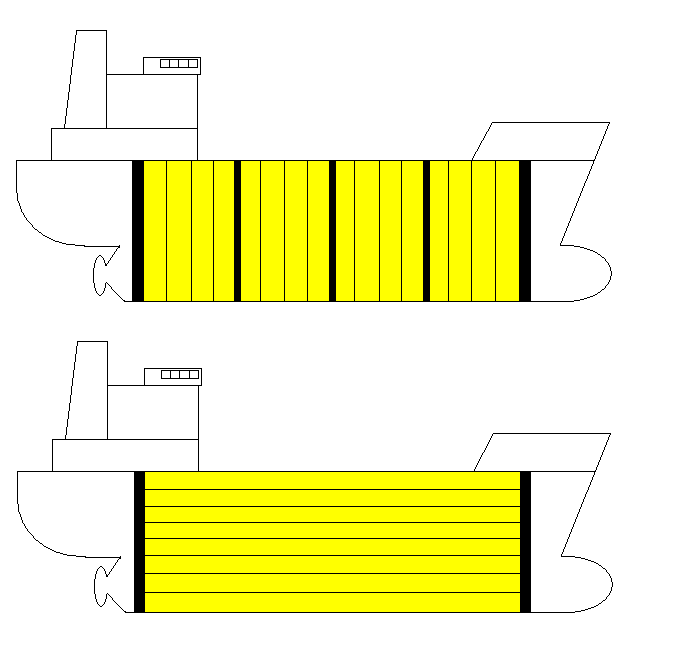
Сравнение продольных сечений корабля с поперечной шпангоутной системой и корабля с продольными шпангоутами.